# Samuel (2002年)
Samuel Arredondo（2002年1月17日—），知名於單名Samuel（韓語：사무엘），美國男歌手，活躍於韓國。2015年1月23日，以藝名PUNCH（韓語：펀치）與鄭帝元組成二人男子組合1PUNCH出道，同年9月組合解散。2017年8月2日，以本名開始個人事業，發行首張迷你專輯《SIXTEEN》。
Samuel的粉絲俱樂部名為「Garnet」，因為Samuel是一月出生，而一月的誕生石是Garnet（石榴石），包含真誠、友愛和忠誠的意思，含意正是代表了Samuel和粉絲之間的關係。

## 生平
金Samuel出生成長於美國，父親是西班牙裔美國人，母親是韓國人。他有一名妹妹，金Samuel在8歲便進入著名舞蹈學校「Millennium Dance Complex」學習跳舞，而11歲在韓國成為練習生後便和母親搬到韓國居住，由於金Samuel在韓國進行活動，所以沿用母親的姓氏。
2012年，金Samuel於表演才藝的綜藝節目《Made in you》首次亮相。同年，年僅11歲的金Samuel成為Pledis娛樂練習生，他原定是男子團體組合SEVENTEEN的預備出道成員之一，曾參與網路節目《SEVENTEEN TV》，至2013年8月共出演三季，期間參與第二季《Like Seventeen 1》公演，後來因為年紀太小及家庭因素，於節目第三季中途退出並離開Pledis娛樂。
2014年，金Samuel在路上被勇敢兄弟發掘而成為Brave娛樂旗下藝人。Brave娛樂與D-Business經紀公司以合作方式推出二人組合1PUNCH，1PUNCH由金Samuel（PUNCH）和鄭帝元（1/one）所組成，於2015年1月23日發行迷你專輯《The Anthem》。同年9月，成員one轉簽了YG娛樂，而他原來所屬的D-Business經紀公司和Brave娛樂之間只因互信關係合作而從沒有簽訂合約，1PUNCH解散，之後金Samuel以藝名PUNCH展開個人活動。
2016年4月8日，金Samuel與美國Hip-hop歌手Silentó合作發行單曲《SPOTLIGHT》，《SPOTLIGHT》更榮獲第26屆《首爾音樂獎》的「世界合作獎」。
2017年4月至6月，金Samuel以Brave娛樂練習生參演男團選拔的生存淘汰節目《Produce 101 S2》，首次舞台評價中表演了Chris Brown的《With You》，成為首個獲得A評級的練習生，之後於第二次的等級專業評價中依然獲得A評級；金Samuel於多次舞台評價及國民投票中，依次序分別獲得排名第6、2、3、2、17、16、5、18名，最終無緣獲選。而金Samuel的舞蹈項目個人影片，更在韓國最大網路平台NAVER TV中創下以最小年紀點閱率破千萬的紀錄。NAVER TV於翌年1月26日公布「2017年人氣影片TOP 10」，金Samuel的《Get Ugly》及《Show Time》兩個舞台的個人直拍影片，分別佔據了全年年榜的第二位和第三位。
2017年8月2日，金Samuel以本名「Samuel」正式solo出道，推出首張迷你專輯《SIXTEEN》，主打歌為《Sixteen》，共收錄六首歌曲。而在Samuel的出道Showcase上也公布了粉絲俱樂部名為「Garnet」，名字由來是官方向粉絲募集，最後讓Samuel挑選出來的。11月16日Samuel推出首張正規專輯《Eye Candy》，主打歌《Candy》是一首1990年代風格的New Jack Swing曲風，共收錄十首歌曲。
2018年2月7日，Samuel在日本正式出道，發行首張日語單曲專輯《SIXTEEN-Japanese Ver.-》。同年3月5日，Brave娛樂宣稱Samuel與家人以及所屬社就高中問題進行了深入討論，因為忙碌的行程難以進入高中學習，為了更有效率的進行歌手活動與集中學業，最終選擇了家庭自修教學。同年3月28日，Samuel發行第二張迷你專輯《ONE》，共收錄六首歌曲，主打歌《ONE》是以electro house為基本種類的舞曲。同年5月7日，Samuel發行官方應援燈。同年7月至9月，Samuel參演中國網路綜藝《潮音戰紀》，節目以偶像搭檔對決音樂的形式進行比賽，最終Samuel和周震南獲得冠軍，成為最強搭檔誕生。同年10月至11月，Samuel參演綜藝《DANCE WAR》，節目是從韓國男子偶像團體當中各自選出的舞蹈擔當成員8人，以面具隱藏真面目，只靠舞蹈實力競賽的生存淘汰節目，Samuel最終獲得冠軍。同年11月，Samuel通過了韓林演藝藝術高等學校實用舞蹈系的考試，將於2019年入學。
2019年6月8日，Samuel於個人社交帳號中安慰擔心他工作情況有變的粉絲，並發佈他會以獨立音樂人進行活動，也發佈了他一些新的官方和個人社交帳號。6月10日，Brave娛樂發表聲明，因為Samuel是未成年人，其母親與公司發生意見衝突，因此從Samuel母親那裡收到了單方面解約通知書。 Brave娛樂表示自2014年與Samuel簽約後未給予任何不當待遇，目前與Samuel仍然維持合法合約，會在合法程序內進行法律應對。之後，Samuel母親及代表律師先後發表聲明，Samuel母親稱公司不顧監護人反對的情況下，讓Samuel進行與演藝活動完全無關的工作，被迫參與公司代表的個人事業相關活動，與公司之間的信賴關係完全破裂，因此離開公司。代表律師稱Samuel方與Brave娛樂的糾紛從去年開始，雙方之間很大的一個問題是結算問題，Samuel方沒有收到正規結算單，相關明細也不清楚。還有，Brave娛樂的代表私人運營的虛擬貨幣相關宣傳活動，讓Samuel參加海外活動，但Samuel是在對實際合約內容和收益一無所知的情況下參與的，公司方面還多次出示假合約，並主張"實際上這是正當的行為"。Samuel方已提交了「SAMUEL」的姓名商標申請，計劃設立個人企劃公司。

## 音樂作品

### 迷你專輯
| 專輯 # | 專輯資料                                                              | 曲目 |
| 1st    | 《SIXTEEN》 - 發行日期：2017年8月2日 - 語言：韓語 - 專輯銷量：34,048  | 曲目 1. Jewel Box（보석함） 2. Sixteen（식스틴）（Feat.CHANGMO） 3. I Got It（Feat. Maboos） 4. With U（Feat. 金請夏） 5. 123 (One Two Three)（Feat. Maboos） 6. I'm Ready     |
| 2nd    | 《ONE》 - 發行日期：2018年3月28日 - 語言：韓語 - 專輯銷量：11,900     | 曲目 1. ONE（Feat. 鄭鎰勳） 2. SOS 3. PRINCESS 4. I Can't Sleep 5. Clap Your Hands 6. Just a While                                                                             |
| _      | 《TEENAGER》 - 發行日期：2018年5月31日 - 語言：韓語 - 專輯銷量：5000+ | 曲目 1. TEENAGER（틴에이저）（Feat. 李盧橌（이로한）） 2. Cake（까까）（Feat. Maboos） 3. ONE（Feat. 鄭鎰勳） 4. SOS 5. PRINCESS 6. I Can't Sleep 7. Clap Your Hands 8. Just a While |
| 3rd    | 《NOW》 - 發行日期：2024年4月21日 - 語言：英語                        | 曲目 1. 2 Tone Rose Gold 2. N.T.T.M 3. Tell Me 4. Who We R 5. Shawty 6. Yeh! Yeh!                                                                                              |

### 正規專輯
| 專輯 # | 專輯資料                                                                | 曲目 |
| 1st    | 《Eye Candy》 - 發行日期：2017年11月16日 - 語言：韓語 - 專輯銷量:25,153 | 曲目 1. 캔디 (Candy) 2. Never Let U Down 3. LOVE LOVE LOVE 4. Paradise 5. 끌려 (Crush on you) 6. 찬란하게 7. 보석함 (Jewel Box) 8. 가면놀이 (Feat.Maboos) 9. Dream 10. 식스틴 (Feat. Changmo) (REMIX) |

### 日語單曲專輯
| 單曲# | 單曲資料                                                         | 曲目 |
| 1st   | 《SIXTEEN-Japanese Ver.-》 - 發行日期：2018年2月7日 - 語言：日語 | 通常盤 （CD） 1. SIXTEEN-Japanese Ver.- 2. 123（One Two Three） 3. With U 4. SIXTEEN 初回限定盤A （CD） 1. SIXTEEN-Japanese Ver.- 2. 123（One Two Three） 3. SIXTEEN （DVD） 1. SIXTEEN和123的MV收錄 初回限定盤B （CD） 1. SIXTEEN-Japanese Ver.- 2. 123（One Two Three） 3. SIXTEEN （Photo Booklet）                                                                               |
| 2nd   | 《Candy-Japanese Ver.-》 - 發行日期：2018年5月16日 - 語言：日語  | 通常盤 （CD） 1. Candy-Japanese Ver.- 2. Never Let You Down 3. Jewel Box 4. Candy（Original ver.） 初回限定盤A （CD） 1. Candy-Japanese Ver.- 2. Never Let You Down 3. Candy（Original ver.） （DVD） 1. Candy-Japanese Ver.-和Candy（Original ver.）的MV與製作特輯收錄 初回限定盤B （CD） 1. Candy-Japanese Ver.- 2. Never Let You Down 3. Candy（Original ver.） （Photo Booklet） |
| 3rd   | 《ONE-Japanese Ver.-》 - 發行日期：2019年3月20日 - 語言：日語    | 通常盤 （CD） 1. ONE-Japanese Ver.- 2. TEENAGER -Japanese Ver.- 3. PRINCESS（Original ver.） 初回限定盤A （CD） 1. ONE-Japanese Ver.- 2. TEENAGER -Japanese Ver.- 3. Candy（Original ver.） （DVD） 1. ONE-Japanese Ver.-的MV與製作特輯收錄 初回限定盤B （CD） 1. ONE-Japanese Ver.- 2. TEENAGER -Japanese Ver.- （Photo Booklet）                                                   |

### 數位單曲及OST
| 性質 | 發佈日期       | 歌曲名稱                                                | 合作藝人                  | 收錄專輯／備註                      |
| 單曲 | 2016年4月7日   | 《SPOTLIGHT （页面存档备份，存于）》                    | Silentó                   | 以PUNCH藝名發行的單曲               |
| OST  | 2017年12月27日 | 《Pink Pink（Say you love me） （页面存档备份，存于）》 | Kriesha Chu               | 動畫「粉紅粉紅的」OST               |
| 單曲 | 2018年1月16日  | 《Winter Night （页面存档备份，存于）》                 |                           |                                     |
| OST  | 2018年2月13日  | 《Thousand Times （页面存档备份，存于）》               |                           | 電視劇「Cross」OST                  |
| OST  | 2018年9月3日   | 《Time to Shine》                                       | feeldog                   | 網劇「复仇筆記2」OST                |
| 單曲 | 2019年2月21日  | 《사람들 Archive People 》                              | 용감한 홍차 Brave Hongcha |                                     |
| OST  | 2019年4月12日  | 《旅行的愛情》                                          |                           | 大陸劇「一場遇見愛情的旅行」中文OST |

### 其他音樂作品
| 發布日期                     | 歌曲      | 備註                 |
| 2017年參與Produce 101 S2歌曲 |           |                      |
| 3月9日                       | 我啊我    |                      |
| 4月14日                      | With You  | （首次舞台評價）     |
| 4月21日                      | 男子漢    | 個人直拍             |
| 5月19日                      | Get Ugly  | 個人直拍（參與編舞） |
| 6月3日                       | Show Time | 個人直拍             |
| 6月17日                      | Super Hot | （參與編舞）         |
| 6月17日                      | Always    |                      |

## 影視作品

### 電視劇
| 日期                  | 頻道 | 節目名稱      | 角色   | 性質   |
| 2018年8月2日－10月9日 | XtvN | 《復仇筆記2》 | 徐路彬 | 男主角 |

### 綜藝節目
| 日期              | 電視臺     | 節目名稱                  | 備註                   |
| 2012 年           |            |                           |                        |
| 1月7日            | JTBC       | 《Made in you》           |                        |
| 2016 年           |            |                           |                        |
| 2月6日            | SBS        | 《社長在看》              | 客串                   |
| 3月11日           | MBC        | 《我獨自生活》            | 客串                   |
| 5月4日            | MBC        | 《黃金漁場 Radio Star》   | 表演嘉賓               |
| 2017 年           |            |                           |                        |
| 4月7日－6月16日   | Mnet       | 《Produce 101 S2》        |                        |
| 8月13日           | KBS2       | 《Gag Concert》           |                        |
| 8月15日           | Arirang TV | 《After School Club》     | 英語節目               |
| 8月24日 8月31日   | KBS2       | 《Happy Together 3》      |                        |
| 9月12日           | SBS        | 《正式深夜演藝》          |                        |
| 9月16日           | Channel A  | 《給狗糧的男人》          |                        |
| 10月1日 10月8日   | SBS        | 《Fantastic Duo 2》       |                        |
| 10月25日          | MBC every1 | 《一週的偶像》            |                        |
| 12月5日－12月26日 | tvN        | 《逃離巢穴 2》            |                        |
| 12月18日－1月15日 | Naver TV   | 《Photo People》          | 網絡綜藝               |
| 12月19日          | MBC        | 《 Video Star》           |                        |
| 2018年            |            |                           |                        |
| 7月12日－9月13日  | 騰訊視頻   | 《潮音戰紀》              | 中國網絡綜藝／獲得冠軍 |
| 8月23日－8月30日  | Mnet       | 《家訪老師》              |                        |
| 10月2日－11月5日  | 1theK      | 《DANCE WAR》             | 網絡綜藝／獲得冠軍     |
| 10月12日          | 愛奇藝     | 《中國音樂公告牌》        | 中國網絡綜藝           |
| 12月2日           | KBS 2TV    | 《兩天一夜》              | 客串                   |
| 12月20日          | tvN        | 《我的英文青春期100小時》 |                        |
| 2019 年           |            |                           |                        |
| 2月9日－3月30日   | AbemaTV    | 《Samuel's SPEAK UP》     | 日本真人秀／全8集      |
| 2月17日           | KBS 2TV    | 《兩天一夜》              |                        |
| 2月22日           | KBS 2TV    | 《柳喜烈的寫生簿》        |                        |
| 3月1日            | tvN        | 《看見你的聲音》          |                        |
| 3月2日            | JTBC       | 《認識的哥哥》            |                        |
| 3月23日           | KBS 2TV    | 《不朽的名曲》            |                        |
| 4月16日           | JTBC       | 《Idol Room》             |                        |

### 主持節目
| 日期           | 頻道       | 節目名稱                    | 備註       |
| 2017年9月9日   | 不適用     | 《INK音樂會》               | 特別MC     |
| 2018年6月4日－ | Arirang TV | 《pops in seoul》           | 擔當固定MC |
| 2018年10月7日  | SBS        | 《2018 ASIA DREAM CONCERT》 |            |

### 廣播及其他節目
| 2017年 Samuel的廣播及其他節目 |                                    |                             |               |
| 日期                          | 頻道                               | 節目名稱                    | 備註          |
| 8月2日                        | SBS Power FM 107.7                 | 《NCT的Night Night》        | app live      |
| 8月3日                        | SBS Power FM                       | 《兩點出逃Cultwo Show》     |               |
| 8月5日                        | MBC Heyo TV                        | 《偶像的私生活》            | app live      |
| 8月8日                        | tbs TV live                        | 《Fact in Star》            | app live      |
| 8月9日                        | KBS cool FM                        | 《溫朱萬on music show》     |               |
| 8月15日                       | SBS love FM                        | 《宋恩伊金淑姐姐家的Radio》 |               |
| 8月16日                       | KBS Cool FM                        | 《李洪基的Kiss the Radio》  |               |
| 8月17日                       | SBS Power FM                       | 《李國主的Young Street》    |               |
| 8月18日                       | tbs eFM                            | 《DOUBLE DATE》             | 英語節目      |
| 8月24日                       | Arirang Radio                      | 《SOUND K》                 | 英語節目      |
| 9月5日                        | SBS Power FM                       | 《崔華静的power time》      |               |
| 10月6日                       | SBS Power FM                       | 《李國主的Young Street》    |               |
| 11月17日                      | SBS Power FM                       | 《崔華静的power time》      |               |
| 11月21日                      | tbs TV live                        | 《Fact in Star》            | app live      |
| 11月24日                      | KBS World Radio Indonesian Service | 《Beyond Radio》            | facebook live |
| 11月29日                      | SBS Power FM 107.7                 | 《NCT的Night Night》        | app live      |
| 12月4日                       | Arirang Radio                      | 《Simply K-Pop》            | 英語節目      |
| 12月5日                       | SBS Power FM                       | 《兩點出逃Cultwo Show》     |               |
| 12月5日                       | MBC Heyo TV                        | 《偶像的私生活》            | app live      |

| 2018年 Samuel的廣播及其他節目 |               |                        |          |
| 日期                          | 頻道          | 節目名稱               | 備註     |
| 3月28日                       | MBC Heyo TV   | 《偶像的私生活》       | app live |
| 3月30日                       | SBS Power FM  | 《崔華静的power time》 |          |
| 4月14日                       | SBS Power FM  | 《朴素賢的LOVE GAME》  |          |
| 4月19日                       | Arirang Radio | 《SOUND K》            | 英語節目 |
| 4月22日                       | KBS Cool FM   | 《Kiss the Radio》     |          |
| 4月27日                       | Arirang Radio | 《Simply K-Pop》       | 英語節目 |
| 11月1日                       | MBC RADIO     | 《IDOL RADIO》         |          |

| 2019年 Samuel的廣播及其他節目 |      |          |      |
| 日期                          | 頻道 | 節目名稱 | 備註 |

## 公演活動

### Showcase
| 日期           | 名稱                                | 舉行地點                       |
| 2017年8月2日   | 《SIXTEEN》Solo出道發售紀念Showcase | 首爾市江南區清潭洞一指Art Hall |
| 2017年11月16日 | 《Eye Candy》發售紀念Showcase       | 首爾市廣津區YES24 Live Hall    |
| 2018年5月18日  | Samuel 1st日本Showcase              | 大阪市中央區BIGCAT             |
| 2018年5月20日  | Samuel 1st日本Showcase              | 東京都澀谷區Yamano Hall        |

### 其他公演
| 2017年 Samuel的公演活動 |                                    |                      |                   |
| 日期                    | 名稱                               | 舉行地點             | 備註              |
| 7月16日                 | 《APM動感Summer Fun揭幕儀式》      | 香港九龍             |                   |
| 9月3日                  | 《Sky Festival》                   | 仁川國際機場草坪廣場 | 9月12日在Mnet播放 |
| 9月5日                  | 《SK棒球賽》                       | 仁川文化競技場       | （擔當開球嘉賓）  |
| 9月9日                  | 《INK音樂會》                      | 仁川文鶴競技場       | （擔當特別MC）    |
| 9月24日                 | 《Wonder Woman Festival》          | 首爾樹林             |                   |
| 9月28日                 | 《MD'S PICK EVENT》                | 首爾蠶室             |                   |
| 10月31日                | 《Busan One Asia Festival》 閉幕式 | Busan Cinema Center  |                   |
| 11月25日                | 《MAMA Premiere in Vietnam》       | 越南胡志明市華平劇院 |                   |
| 12月6日                 | 《Yahoo搜尋人氣大奬2017頒奬禮》    | 香港文化中心         |                   |
| 12月11日                | 《平昌冬奧會聖火傳遞慶祝公演》     | 大田廣域市           |                   |
| 12月31日                | 《四川衞視跨年演唱會》             | 澳門                 |                   |

| 2018年 Samuel的公演活動 |                                |                      |                       |
| 日期                    | 名稱                           | 舉行地點             | 備註                  |
| 2月17日                 | 《江蘇衞視春晚》               | 江蘇                 |                       |
| 4月13日                 | 《KCON 2018 Japan》            | 千葉市幕張展覽館     |                       |
| 7月7日                  | 《bingo music world festival》 | 越南                 |                       |
| 8月16日                 | 《SUMMER STATION Music》       | 日本六本木新城競技場 |                       |
| 10月7日                 | 《2018 ASIA DREAM CONCERT》    | 安陽川               | 表演並擔當MC          |
| 10月9日                 | 《the show和平演唱會》         | 江原道华川           |                       |
| 10月13日                | 《All Family Music Festival》  | 首爾                 |                       |
| 12月1日                 | 《Melon Music Awards》         | 首爾                 | 《DANCE WAR》特別舞台 |
| 12月31日                | 《四川衛視花開天下跨年演唱會》 | 廣州海心沙           |                       |

| 2019年 Samuel的公演活動 |      |          |      |
| 日期                    | 名稱 | 舉行地點 | 備註 |

## 廣告代言
| 年份 | 品牌名稱                        | 合作藝人       |
| 2011 | Family Motors （汽車經銷行）    |                |
| 2012 | Family Motors （汽車經銷行）    |                |
| 2016 | NIKE AIR FORCE 1 （球鞋）       |                |
| 2017 | GS25 （便利店速遞）             | 林煐岷、柳善皓 |
| 2017 | MD'S PICK （美容護膚品）        |                |
| 2018 | MD'S PICK （美容護膚品）        |                |
| 2018 | Kmall24（韓國貿易協會購物網站） |                |

## 獎項

### 音樂奬項
| 年份 | 頒奬典禮                   | 獎項               | 作品                       | 結果 |
| 2017 | 第26屆首爾歌謠大賞         | 世界合作獎         | 《SPOTLIGHT》（與Silentó） | 獲獎 |
| 2017 | 第19屆Mnet亞洲音樂大獎     | 男子新人獎         |                            | 提名 |
| 2017 | 第19屆Mnet亞洲音樂大獎     | 年度最佳歌手獎     |                            | 提名 |
| 2017 | 2017 Yahoo Asia Buzz Award | 年度熱搜韓國新人奬 |                            | 獲獎 |
| 2018 | 第27屆首爾歌謠大賞         | 本賞               | 《SIXTEEN》                | 提名 |
| 2018 | 第27屆首爾歌謠大賞         | 人氣賞             |                            | 提名 |
| 2018 | 第27屆首爾歌謠大賞         | 韓流特別賞         |                            | 提名 |
| 2018 | 第2屆Soribada最佳音樂大獎  | 新韓流表演賞       |                            | 獲獎 |

### 音樂節目榜單排名
| 主打歌曲排名成績                                                                    | 主打歌曲排名成績 | 主打歌曲排名成績                | 主打歌曲排名成績    | 主打歌曲排名成績       | 主打歌曲排名成績 | 主打歌曲排名成績     | 主打歌曲排名成績            | 主打歌曲排名成績 |
| 專輯                                                                                | 歌曲             | Mnet 《M! Countdown》           | KBS2 《Music Bank》 | MBC 《Show! 音樂中心》 | SBS 《人氣歌謠》 | SBS MTV 《THE SHOW》 | MBC MUSIC 《Show Champion》 | 備註             |
| 2017 年                                                                             | 2017 年          | 2017 年                         | 2017 年             | 2017 年                | 2017 年          | 2017 年              | 2017 年                     | 2017 年          |
| ----------------------------------------------------------------------------------- | ---------------- | ------------------------------- | ------------------- | ---------------------- | ---------------- | -------------------- | --------------------------- | ---------------- |
| SIXTEEN                                                                             | Sixteen          | 4                               | 27                  | 20                     | /                | 2                    | 17                          | 出道             |
| Eye Candy                                                                           | Candy            | 6                               | /                   | 32                     | /                | 2                    | /                           |                  |
| 2018 年                                                                             |                  |                                 |                     |                        |                  |                      |                             |                  |
| ONE                                                                                 | ONE              | 8                               | 47                  | 25                     | /                | /                    | 17                          |                  |
| TEENAGER                                                                            | TEENAGER         | 7                               | /                   | /                      | /                | /                    | 16                          |                  |
| \| - 「/」表示未有相關資料 \| - 「*」：打榜中 \| - 「 」：該段時期未有設立排行榜 \| |                  |                                 |                     |                        |                  |                      |                             |                  |
| - 「/」表示未有相關資料                                                             | - 「*」：打榜中  | - 「 」：該段時期未有設立排行榜 |                     |                        |                  |                      |                             |                  |

| 各台冠軍歌曲統計 | 各台冠軍歌曲統計 | 各台冠軍歌曲統計 | 各台冠軍歌曲統計 | 各台冠軍歌曲統計 | 各台冠軍歌曲統計 |
| Mnet             | KBS              | MBC              | SBS              | SBS MTV          | MBC Music        |
| ---------------- | ---------------- | ---------------- | ---------------- | ---------------- | ---------------- |
| 0                | 0                | 0                | 0                | 0                | 0                |
| 一位總數：0      |                  |                  |                  |                  |                  |

## 外部連結
| Samuel個人社群 - Samuel的Instagram帳戶 - Samuel的X（前Twitter） - Samuel的新浪微博 官方社群 - Samuel （页面存档备份，存于）的官網 - Samuel的X（前Twitter） - Samuel的Instagram帳戶 - Samuel的Facebook專頁 - YouTube上的Saumel頻道 - Samuel （页面存档备份，存于）的Fan Cafe（） | 日本官方社群 - Samuel日本官方網站（日語） - Samuel的X（前Twitter）（日語） - Samuel的Instagram帳戶（日語） - Samuel的Facebook專頁（日語） |